# Bañista con cabello largo
Bañista con cabello largo (en francés: Baigneuse aux cheveux longs) es un cuadro de Pierre-Auguste Renoir del año 1895 y conservado en el Museo de la Orangerie de París.

## Historia
Representada en un marco indeterminado, Bañista con cabello largo evoca una edad de oro edénica, de acuerdo con la sensualidad sencilla y natural de Renoir. Sus desnudos de los años 1890 tienen la intemporalidad de las ninfas liberadas de todo pretexto mitológico. Tal como Renoir lo recordaba hacia el final de sus días:

"Los temas más sencillos son eternos. La mujer desnuda saldrá de la onda amarga o de su cama, se dirá Venus o Nini. Nunca se inventará nada mejor."

## Descripción
Este óleo sobre tela de 82 × 65 cm es característico del período "nacarado" de Renoir. Dentro de una luz difusa, el cuerpo de la bañista y el paisaje sumariamente sugerido son recorridos por iridiscencias que difuminan las formas. La modelo de esta bañista seguramente fue la misma que la de la pianista de Muchachas al piano y, la más joven, la de la figura vista de perfil de Retrato de dos chicas.
La muchacha, con las piernas sumergidas hasta medio muslo, parece ignorar al espectador. Mientras su atención se dirige hacia algo situado a la derecha, en el exterior del cuadro, sostiene un drapeado que repliega sobre el pecho. La suave redondez de su cara parece armonizar perfectamente con la carne y las curvas de su cuerpo, mientras que sus cabellos dorados se hacen eco del movimiento imperceptible de la vegetación del fondo.
Antes de ser adquirida por Paul Guillaume, esta pintura fue propiedad del famoso marchante Paul Durand-Ruel (1831-1922).
De este cuadro hay otra versión, casi idéntica, fechada en 1895, que pertenece a la fundación Barnes (Merion, Pensilvania), pero aquí la disolución del paisaje es más notable.